# Domokos Bölöni
Dans le nom hongrois Bölöni Domokos, le nom de famille précède le prénom, mais cet article utilise l’ordre habituel en français Domokos Bölöni, où le prénom précède le nom.
Pour les articles homonymes, voir Bölöni.
Domokos Bölöni (Daia, 11 août 1946) est un écrivain et journaliste roumain de langue hongroise.
Après des études secondaires à Târnăveni, il étudia à l'institut de formation des professeurs de Târgu Mureș, obtenant en 1973 le diplôme de spécialité de hongrois et de roumain. Il a travaillé comme professeur à Corund et comme journaliste pour Népújság. Il est marié et a trois enfants et trois petits-enfants.

## Œuvres
- Hullámok boldogsága (1980)
- A szárnyas ember, Bucarest, (1986)
- Harangoznak Rossz Pistának, Marosvásárhely, (1992)
- Egek, harmatozzatok!, (1995)
- Bot és fapénz (1999)
- A próféták elhallgattak (2002)
- A nevető gödör (2004)
- Jézus megcibálja Pricskili Dungónak a fülét (2006)
- Széles utcán jár a bánat (2007)
- Elindult a hagymalé (2009)
- Micsobur reinkarnációja (2010)
- Küküllőmadár (2011)

## Prix
- Prix Igaz Szó (1985)
- Prix Magyar Napló Önismeret az ezredfordulón (1988)
- Prix Látó (1992)

## Sources
1. ↑  « krater.hu/krater.php?do=3&acti… »(Archive.org • Wikiwix • Archive.is • Google • Que faire ?).

- Erdélyi Magyar Írók Ligája